# Porzana carolina
Chim Sora (Porzana carolina) là một loài chim nước nhỏ thuộc họ Gà nước, đôi khi còn được gọi là gà nước Sora hay cuốc Sora. Tên chi Porzana có nguồn gốc từ các thuật ngữ tiếng Venice cho các loài gà nước nhỏ, và Carolina chỉ về tỉnh thuộc địa Carolina. Tên "Sora" có lẽ được lấy từ một ngôn ngữ thổ dân Mỹ.

## Mô tả
Chim Sora trưởng thành có chiều dài là 19–30 cm, với phần trên màu nâu sẫm được đánh dấu, mặt và phần dưới màu xanh xám, và màu đen và trắng ở hai bên sườn. Chúng có một cái mỏ ngắn, dày màu vàng, với những mảng đen trên mặt ở gốc mỏ và trên cổ họng. Hai giới tính tương tự nhau, nhưng chim sora non không có các viền đen trên khuôn mặt và có khuôn mặt trắng và bộ ngực săn chắc. Chúng nặng khoảng 49–112 g.

## Môi trường sống và sinh sản
Môi trường sinh sản của loài này là những đầm lầy trên khắp Bắc Mỹ. Chúng làm tổ trong một vị trí giấu kín giữa thảm thực vật dày đặc. Con cái thường đẻ từ 10 đến 12 trứng, đôi khi nhiều đến 18 trứng, trong một cái tổ được làm từ thảm thực vật đầm lầy. Trứng không nở cùng nhau. cả con bố mẹ ấp và nuôi con. Con non rời khỏi tổ sớm sau khi nở và có thể bay được chỉ trong vòng một tháng.

## Di cư
Chúng di cư đến miền nam Hoa Kỳ, vùng Caribê và miền bắc Nam Mỹ. Chim Sora là một loài rất hiếm khi di cư đến Tây Âu, nơi nó có thể bị lẫn lộn với loài cuốc đốm. Tuy nhiên, loài cuốc đốm luôn luôn có các đốm trên ức, một cái sọc hình vương miện, và đường viền trên cánh khác.
Chúng kiếm ăn trong lúc đi lại trên cạn hoặc khi bơi lội. Chúng là loài ăn tạp, ăn hạt, côn trùng và ốc. Mặc dù chim Sora thường được nghe đến nhiều hơn là được nhìn thấy, chúng đôi khi được nhìn thấy đi bộ gần vùng nước mở. Chúng khá phổ biến, bất chấp việc giảm môi trường sống thích hợp trong khoảng thời gian gần đây. Tiếng kêu là một tiếng huýt sáo chậm (ker-whee) hoặc tiếng rên rỉ giảm dần. Việc sử dụng tiếng kêu làm tăng đáng kể cơ hội nghe được tiếng một con chim Sora. Tiếng kêu cũng có thể tăng cơ hội nhìn thấy sora, vì chúng thường sẽ điều tra nguồn của tiếng kêu.